# Fehérvári úti Stadion
El Fehérvári úti Stadion anteriormente Stadion PSE es un estadio de fútbol ubicado en la ciudad de Paks, Hungría. Fue inaugurado en 2019 y cuenta con una capacidad para 5.000 espectadores. Es utilizado por el Paksi FC que compite en la Liga de Fútbol de Hungría.
El 21 de enero de 2016, se reveló que se construiría un nuevo estadio en Paks. El estado húngaro proporcionó 800 millones de florines húngaros, mientras que el gobierno local 600 millones para la reconstrucción. En 2018 se construyeron cuatro nuevas gradas cubiertas y se aumentó el aforo hasta unos 5.000 espectadores.
La reconstrucción finalizó en 2020 y el primer partido oficial se jugó el 15 de agosto de 2020 entre Paksi FC y el Újpest FC por la primera jornada de la Nemzeti Bajnokság I 2020-21.

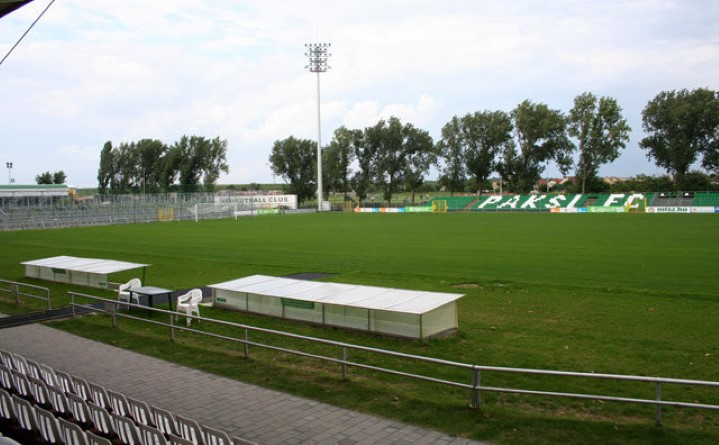
Antiguo Stadion PSE